# Stangerija
Stangerija (lat. Stangeria), rod cikada iz porodice Zamiaceae. Pripada mu vrsta Stangeria eriopus iz južnoafričkih provincija KwaZulu-Natal i Istočni Kap